# 南常故城
南常故城，位于山东省枣庄市薛城区沙沟镇南常三村，是中华人民共和国山东省文物保护单位之一。
2006年12月7日，授予山东省文物保护单位，是一座古遗址。